# روي وليامز (لاعب كرة قدم)
روي وليامز (بالإنجليزية: Roy Lee Williams) (و. 1980  م) هو لاعب كرة قدم أمريكية، من الولايات المتحدة، ولد في ريدوود، كاليفورنيا، يلعب كمُؤمن ‏.

## التعليم
تعلم في James Logan High School ‏.

## روابط خارجية
- روي وليامز على موقع مرجع كرة القدم المحترفة.كوم (الإنجليزية)